# Большой Енисей
Большо́й Енисе́й (тув. Бии-Хе́м) — река в республике Тува, правый исток Енисея. Средний расход воды — 584 м³/с. Высота устья — 619 м над уровнем моря. Высота истока — 1521 м над уровнем моря.
Название реки Бий-Хем в переводе с тувинского означает «большая река».

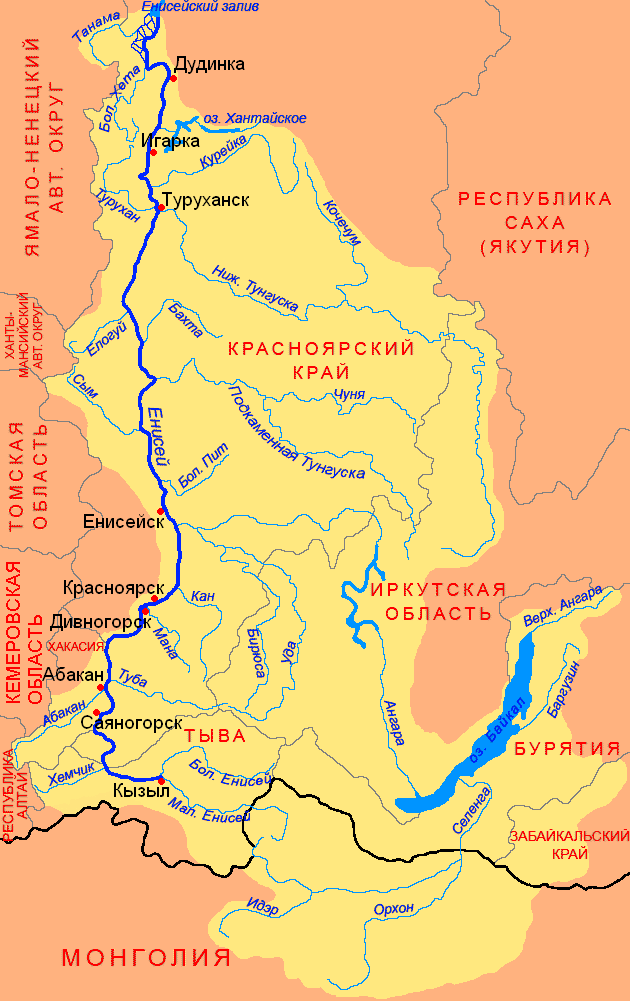
Бассейн Енисея

Длина — 605 км, площадь бассейна — 56 800 км². Судоходна на 285 км от устья. Берёт начало из озера Кара-Балык. Высокая водность реки объясняется тем фактом, что водосбор реки включает в себя Тоджинскую котловину, рельеф которой формирует уникальный водосборный бассейн. Река принимает многочисленные притоки, из которых наиболее крупные правые Тоора-Хем, Хамсара, Сыстыг-Хем. Бассейн Большого Енисея — горная область, границы которой на севере и востоке являются административными границами Тувы с Бурятией, Иркутской областью и Красноярским краем. В нижнем течении протекает по Тувинской котловине. У города Кызыла сливается с Каа-Хемом, образуя Улуг-Хем, являющийся фактически началом Верхнего Енисея. В бассейне реки целиком расположен Тоджинский кожуун республики Тува с его центром Тоора-Хемом, расположенном в месте впадения притока Тоора-Хем.
Верхнее течение реки представляет собой практически нетронутый девственный край. Здесь же расположен уникальный район из девяти потухших вулканов с уникальными геологическими характеристиками. На притоке Тоора-Хем располагается красивейшее озеро Тоджа, являющееся одним из интереснейших туристических объектов республики. Практически всё озеро и территория реки входит в федеральный заповедник Азас.